# Бухарский эмират

Флаг Бухарского эмирата, использовавшийся в конце существования государства

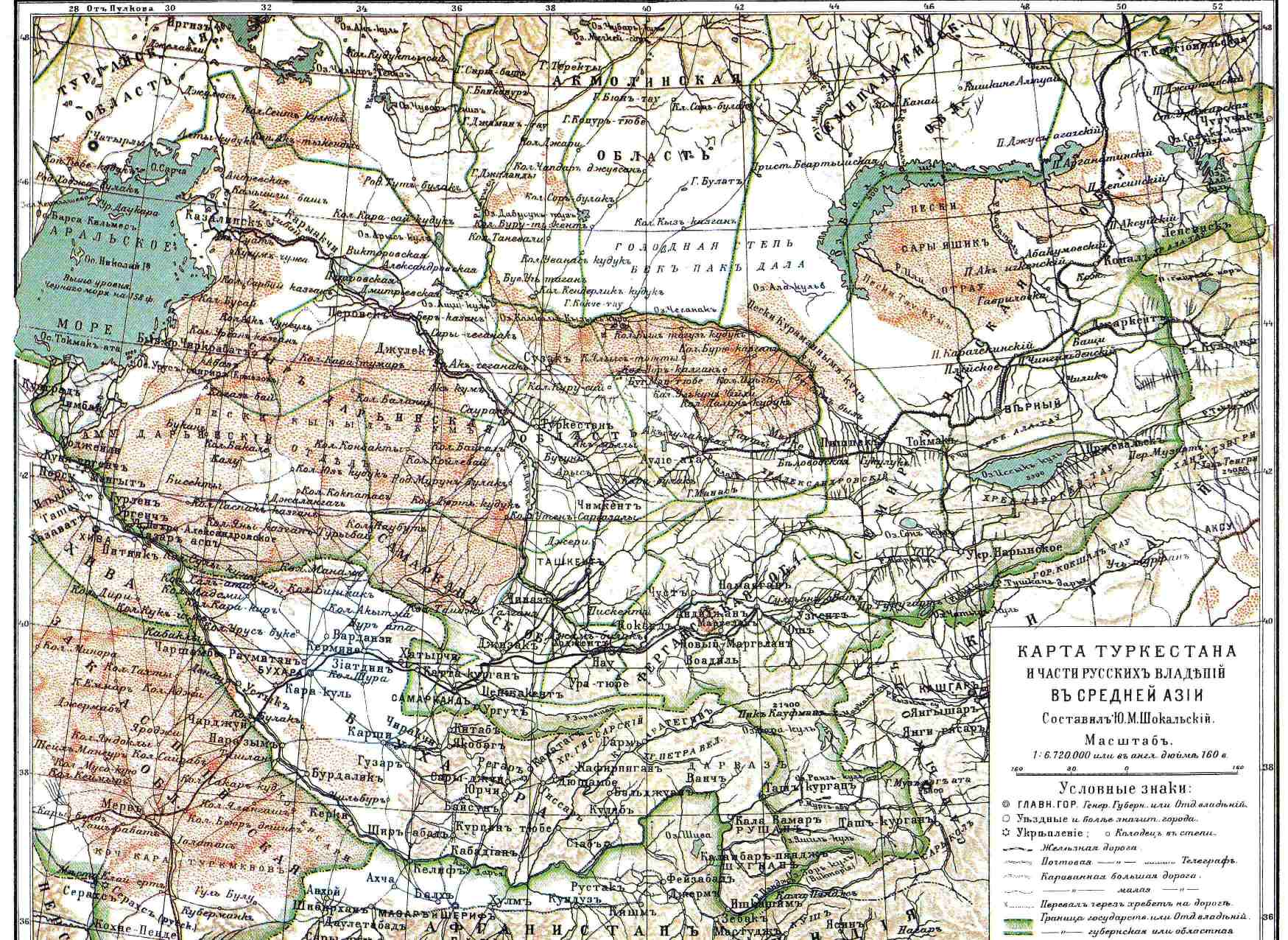
Бухарский эмират на карте Туркестана в конце XIX века

Буха́рский эмира́т (перс. امارت بخارا‎; чагат. بخارا امیرلیگی‎) — узбекское государство, существовавшее с 1756 по 1920 год в Средней Азии на территории современных государств Узбекистана, Таджикистана и части Туркменистана. В его состав также временно входили территории Южного Туркестана или современного «Афганского Туркестана» и округа Туркестана в южном Казахстане.
Наряду с Хивинским ханством и Кокандским ханством, являлся одним из трёх узбекских ханств в Средней Азии.
Эмират, не сумев отразить наступление российских войск, попал в вассальную зависимость от Российской империи и получил статус протектората.
2 сентября 1920 года большевики заняли Бухару и упразднили Бухарский эмират, провозгласив 8 октября Бухарскую Народную Советскую Республику, которая в 1924 году по этническому признаку была разделена между Узбекской ССР, Туркменской ССР и Таджикской АССР.

## История
История Бухарского эмирата описана рядом местных историков: Мухаммед Вафа-и Керминеги, Мухаммад Шариф ибн Мухаммад Наки, Мирза Садык мунши, Мирий, Мухаммед Якуб ибн Даниялбий, Мухаммед Мир Алим Бухари, Абдалазим Сами, Ахмад Донишем, Хумули, Насир ад-дин ибн амир Музаффаром и др. Одним из знаменитых каллиграфов эмирата являлись Абдулваххоб Мирзо и Абдулкарим.

### Основание
Основателем Бухарского эмирата был Мухаммад Рахим (1756—1758) из узбекского рода мангыт. Заручившись согласием знати и духовенства, Мухаммад Рахим в 1756 году вступил на бухарский трон с титулом хана. По выражению одного историка того времени, «Мухаммад Рахим-хан старался все 92 узбекских рода подчинить своей власти, так чтобы у них не оставалось никакой возможности сопротивляться центральному правительству». Так началось правление новой мангытской династии. После его смерти правил его дядя Даниял-бий (1758—1785). Для укрепления связей с Российской империей он отправил посольство во главе с Ирназар Максудовым, которое было принято самой Екатериной Второй.
По мнению Пикетта, мангытская династия Бухары была одним из государств-наследников Афшаридской империи.
В 1784 году в Бухаре недовольные слабостью Даниялбия горожане подняли восстание.

### Правление эмира Шахмурада
После смерти Даниялбия к власти пришел его сын Шахмурад (1785—1800).
Нововведения Шахмурад начал с того, что устранил двух коррумпированных влиятельных сановников — Давлата-кушбеги и Низамуддина-казикалона, убив их в Арке на глазах придворных. Затем Шахмурад торжественно вручил жителям Бухары тарханную грамоту, освобождавшую их от ряда налогов. Текст грамоты был вырезан на камне, прикрепленном к айвану большой соборной мечети. Взамен он учредил новый налог «джул» на содержание войска в случае войны.
За скромный образ жизни народ прозвал его Эмиром Масумом, что означало безгрешный эмир.
В первый же год царствования Шахмурад провел денежную реформу, в результате которой появилась новая монетная система с совершенно иным типом монет. Монета приобрела почти что светский характер, причем это произошло в государстве, насквозь проникнутом влиянием духовенства. Шахмурад выпускал монеты в честь покойного отца Данияла. На его монетах впервые появился титул «эмир». По свидетельству Мирзы Шамса Бухари, Шахмурад не допускал, чтобы имя его упоминалось на хутбе или изображалось на монете на том основании, как говорил он, что «мы не царского рода, предки наши простые узбеки».
Шахмурад упразднил роскошный двор, а вместо него учредил зал суда, где заседали сорок судей, под непосредственным руководством Шахмурада. Согласно одним сведениям, суд заседал по понедельникам и пятницам. Каждый судья имел на руках книги, написанные Шахмурадом. Можно предположить, что это были книги по юриспруденции. Труды Шахмурада до наших дней не дошли. Никто, независимо от его политического и экономического положения, не имел права не прийти в зал суда, если был вызван туда. Присутствовали как высокие чины, так и рабы. Таким образом, амир Шахмурад провел судебную реформу. Шахмурад отменил многие налоги, кроме налогов с иностранных товаров, джизьи и закята.
Старшего сына Хайдара Шахмурад назначил правителем Карши, а 3-й сын — Мухаммад Хусейн стал править Самаркандом. Шахмурад смог возродить за 2-3 года запустевшие в годы междоусобиц медресе Бухары и Самарканда.
В 1785 году Шахмурад провёл денежную реформу, начав выпускать полноценные серебряные монеты в 0,7 мискаля (3,36 г), а также унифицированные золотые монеты. Он лично возглавил судебное ведомство. Шахмурад вернул Бухарскому эмирату левобережье Амударьи с Балхом и Мервом. В 1786 году он подавил восстание в округе Кермине, затем совершил успешные походы в Шахрисабз и Ходжент. Шахмурад успешно воевал с афганским правителем Тимур-шахом, сумев сохранить за собой области южного Туркестана, населенные таджиками и узбеками.

### Правление эмира Хайдара
Правление эмира Хайдар (1800—1826) сопровождалось распрями и массовыми восстаниями. В 1800 году восстали туркмены Мерва. Вскоре к внутренним междоусобицам добавилась война с Кокандом за Уратюбе, которое Хайдару удалось отстоять. При эмире Хайдаре политическая система представляла собой централизованную монархию, развивающуюся в сторону абсолютизма. Эмир Хайдар имел бюрократический аппарат численностью до 4 тысяч человек. Увеличилась армия. Только в Бухаре насчитывалось 12 тысяч человек постоянного войска. Ахмад Даниш сообщает, что «правление эмира Хайдара можно охарактеризовать как время беспрерывных феодальных войн, которые возникали каждые 3-6 месяцев».
Эмир Хайдар как государь и полководец не отличался особым талантом. Он увлекался изучением богословия и слыл большим учёным в этой области. При дворцовой мечети в арке он открыл медресе и сам был одним из преподавателей. По каждой богословской дисциплине эмир имел до 500 учеников.
Известными историками эпохи эмира Хайдара были: Мирза Садык мунши,Мухаммед Якуб ибн Даниялбий, Мухаммад Шариф ибн Мухаммад Наки.
Эмир Хайдар поддерживал оживлённые дипломатические связи с Российской и Османской империями. В 1801 году его посол Мирза ходжа Сабир прибыл в Стамбул. В 1803 году в Российскую империю приехало посольство во главе с Ишмухаммад Байкишиевым.
В 1803 году бухарский посол Ишмухаммад Байкишиев был принят российским императором Александром I в Санкт-Петербурге. В 1815 году бухарский посол Мухаммад Юсуф диванбеги прибыл в Санкт-Петербург, чтобы поздравить российского императора в связи с победой над Наполеоном.
Хайдару наследовал его сыновья Мир Хусейн и Мир Умар, а затем Насрулла (1827—1860).

### Правление эмира Насруллы
Опираясь на войско и союз с духовенством, Насрулла (1827—1860) повел ожесточенную борьбу с феодальной раздробленностью, стремясь к обузданию знати. Он добивался объединения областей, номинально входивших в состав эмирата. К управлению вилоятами он привлек «безродных» людей, полностью обязанных ему. Правление Насруллы сопровождалось непрерывными войнами с Хивинским и Кокандским ханствами за отдельные пограничные территории — Мерв, Чарджуй, Уратюбе, Ходжент. Упорным было сопротивление правителей Шахрисабза и Китаба.
Насрулла выпускал монеты не от своего имени, а в честь отца или деда с их именами.
В юридических документах Насруллы помещалась надпись на узбекском языке: Абул Музаффар ва-л-мансур Амир Насраллах бахадур султан сузумиз (наше слово могущественного и победоносного эмира Насруллы).
Насрулла вел жесткую борьбу против центробежных сил в лице глав родов и племен. В 1837—1845 годах большим влиянием в политической жизни Бухарского эмирата пользовался наиб и глава артиллеристов Абдусаматхан, родом из Тебриза. Абдусаматхан был первым организатором полка сарбазов и отряда артиллеристов — топчи в Бухаре. Насрулла за первые 5-7 лет правления отстранил от должностей всех воинских и гражданских лиц из династий, служивших Хайдару и другим бухарским правителям в течение 200—300 лет. «Нынешние военные и гражданские чиновники бухарские все люди безродные, низкого происхождения», — отмечали современники.
Ахмад Дониш видел одну из причин упадка в Бухаре в неправильной с его точки зрения политике бухарского эмира Насруллы: «Для упрочения своей власти он усмирил племенных вождей, а таджиков и иноземцев назначил на должности. Этот дурной пример он заимствовал у отца, эмира Хайдара, который, столкнувшись с раздорами и племенными междоусобицами, усмирил старшин и глав племен и стал после этого спокойно править. На первый взгляд подобные действия казались спасительными для государства, но впоследствии они принесли очень большой вред окраинам страны, так как во время правления его сына, эмира Насрулло, эти старшины и главы племен не могли выполнять никаких обязанностей и отдавали области врагам».
Известными историками этого времени были: Мирий, Мухаммед Якуб ибн Даниялбий, Мухаммед Мир Алим Бухари, Хумули, Мирза Шамс Бухари.
Насрулла пытался расширить границы Бухарского ханства. Осенью 1841 года эмир Насрулла начав поход на Кокандское ханство, захватил Ура-тюбе и Ходжент. Согласно миру, заключенному с кокандским ханом Мухаммад Алиханом, к Бухаре отошли Ура-тюбе, Заамин, Йом, а Ходжент, управляемый братом Мухаммад Алихана Султан Мухаммадханом, должен был платить дань Насрулле. В 1856 году после 32-го похода Насрулла подчинил себе Шахрисабз.
По данным Джозефа Вольфа, который побывал в Бухаре в 1844 году, по инициативе Абдусаматхана были казнены несколько англичан, в частности, Чарльз Стоддарт и Артур Конолли. Это привело к резкому охлаждению отношений между Бухарой и Британской империей.
В целом, внешняя политика Насрулла не была успешной. Особенно это касается его походов на Коканд и Афганский Туркестан. Насрулла неоднократно совершал походы на Коканд. В последний год своего правления (1860) эмир Насрулла выступил к афганской границе и даже перешел со своими войсками Аму-Дарью около Керки, но затем неожиданно повернул обратно и ушел в Бухару. Таким образом, можно считать, что в период правления эмира Насруллы борьба за Афганский Туркестан между бухарцами и афганцами закончилась победой последних, после чего названная провинция прочно вошла в состав Афганистана.
Насрулла поддерживал дружественные отношения с Россией. В 1830-х годах он неоднократно отправлял посольства в Санкт-Петербург во главе с Б. Рахматбековым. В 1841—1842 годах в Бухаре побывала миссия во главе с Константином Бутеневым.
В 1857 году Насрулла отправил посольство в Россию, в составе которой был известный мыслитель Ахмад Дониш (1827—1897). В 1858 году в Бухару прибыл российский посланник Игнатьев, который смог подписать с эмиром важный договор.
В 1820 в Бухару было отправлено русское дипломатическое посольство под начальством Негри; принимавшие в нём участие офицеры генерального штаба и в особенности натуралисты Эверсман и Пандер значительно расширили сведения о Бухаре.
В 1834 году ориенталист Демезон прошёл из Оренбурга в Бухарское ханство и обратно, а в следующем 1835 году туда ездил политический агент Ян Виткевич, с целью добиться освобождения русских пленных. В 1841, когда аванпосты англичан, воевавших с Афганистаном, приблизились к левому берегу Амударьи, из России, по приглашению бухарского эмира, была отправлена в Бухару политико-научная миссия, состоявшая из начальника её, горного инженера Бутенева, ориенталиста Ханыкова, натуралиста Лемана и др. В 1859 в Бухаре был полковник Н. П. Игнатьев.

### Правление эмира Музаффара
В январе 1861 года произошло сражение у Ура-Тюбе между бухарскими и кокандскими войсками. В сражении у стен Ура-Тюбе бухарская 18-тысячная армия была разгромлена молодым кокандским полководцем Алимкулом, который блестяще применил линейную тактику боя. В плен к кокандцам попало по разным оценкам от 600 до 1000 бухарских воинов. В результате переговоров крепость Ура-Тюбе вошла в состав Кокандского ханства.
Часть родо-племенной аристократии была недовольна политикой Музаффара по отношению к видным узбекским племенам. Причем среди них были и мангыты Кашкадарьи, которые поддержали выступление старшего сына Музаффара — Абдумалика против отца в 1868 году. Восстание Абдумалика было поддержано такими узбекскими племенами как кенагасы, кунграты, сараи. Лишь при поддержке царских войск эмир Музаффар подчинил Шахрисябз и разгромил сторонников Абдумалика. Абдумалик бежал в Хорезм, а затем в Индию к англичанам. Последние дни он провел в Пешаваре. Восстание китабских и шахрисабзских беков против Музаффара было подавлено силами российских войск.
С июля 1868 до  1885 года к эмиру были отправлены ряд российских посольств: Носовича, Костенко и Петровского. Церемониалы приема послов производились на узбекском языке: «Худай Хазрати Амирни Музафар Мансур-Кылсун» (Перевод на русский: «Бог да сделает великого эмира могущественным и победоносным»).
Большим влиянием при правлении Музаффара пользовался перс по происхождению, кушбеги (премьер-министр) Мухаммад-бий (1811—1889). Имея неограниченное влияние на Музаффара, он сумел провести на высшие должности и других членов своего семейства.
При назначении на должности Музаффар поддерживал в основном своих слуг из персов и родственников любимой жены-персиянки. Например, брат жены Ширали-инак был дважды назначен главнокомандующим бухарских войск и дважды был разгромлен российскими войсками, несмотря на это сохранял пост в государственных структурах вплоть до своей смерти.

### Под протекторатом Российской империи

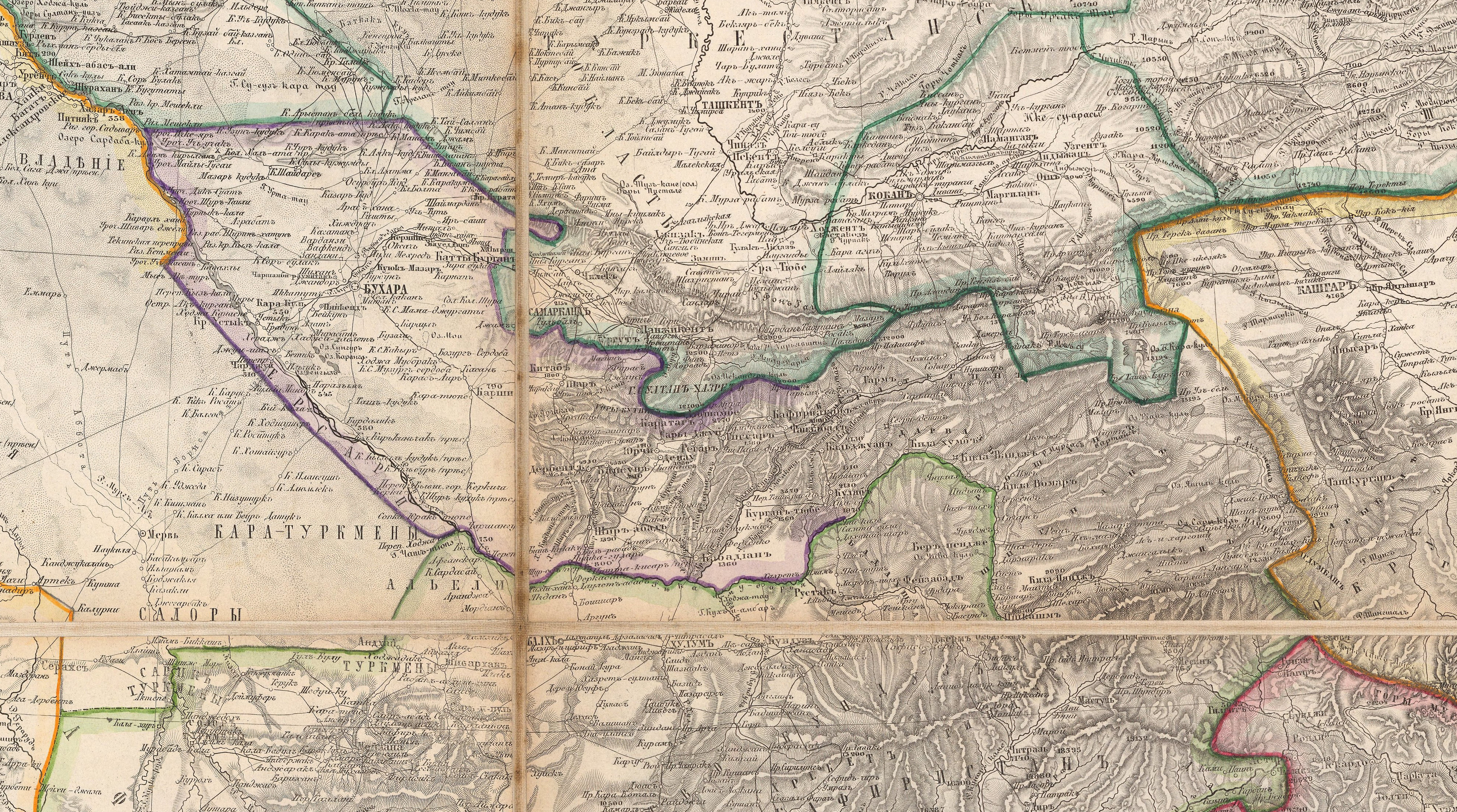
Карта Бухарского эмирата, 1879 год

Бухарский эмир Музафар в марте 1868 года объявил России газават, однако 2 мая отряд генерала К. П. Кауфмана разгромил войско эмира и русские войска заняли Самарканд. Несмотря на неоднократные попытки изменения военной тактики и поддержку турецких военных специалистов, бухарские войска трижды потерпели поражение в битвах при Ирджаре (1866 год), Чупан-ате (1868), Зерабулаке (1868). 23 июня 1868 года бухарский эмир признал вассальную зависимость от России. В сентябре 1873 года по новому договору Бухарский эмират признавался протекторатом России. Там с 1885 года действовало Российское императорское политическое агентство. В 1895 году Бухарский эмират был включен в таможенную черту Российской империи.
В этот период в Бухарском эмирате впервые были учреждены ордена, например, в 1881 году орден Благородной Бухары.
Степень зависимости усилилась при правлении эмира Абдулахада (1885—1910). Абдулахад ввёл новые типы медалей и орденов, например, орден Короны государства Бухары. Он возвёл свою летнюю резиденцию в российской Ялте.
Последним эмиром Бухары в 1910 году стал Сейид Алим-хан. В начале XX века на базе движения джадидов в Бухаре возникло младобухарское движение, которое указывало на необходимость самых широких демократических реформ в Бухарском эмирате, по их мнению, погрязшем в невежестве и изнемогавшем под бременем административного произвола.
В январе 1910 года в Бухаре произошли столкновения между суннитами и шиитами, в результате которых погибло свыше тысячи человек.
В 1912 году в Бухаре стала издаваться своя газета «Бухорои Шариф».

### Революция в Бухаре
В 1917 году после Февральской революции в России Временным правительством России была подтверждена независимость Бухарского эмирата. В марте 1917 года младобухарцы организовали в Бухаре массовую манифестацию против эмира. В ответ последовали репрессии, множество младобухарцев перебежали в Каган.
После Октябрьской революции декретом советской власти была подтверждена независимость эмирата.
В марте 1918 года руководители младобухарцев решили воспользоваться помощью Красной Армии. Они уверили советский гарнизон в Кагане что в Бухаре зреет народное восстание, и выдвинули эмиру ультиматум с требованием отказа от власти во избежание кровопролития. Однако штурм Бухары не удался, младобухарцы и части Красной Армии потерпели поражение. После неудачной попытки свержения эмира был заключён мирный договор между Россией и Бухарой и повторно подтверждена независимость Бухары.
Летом 1920 года главнокомандующий Туркестанским фронтом Фрунзе пытался провести переговоры с эмиром Бухары. Требования Фрунзе были неприемлемы для эмира, и переговоры кончились безрезультатно. Красная Армия стала готовиться к походу на Бухару, а эмир — к её обороне.
30 августа 1920 года в результате операции Красной Армии Бухара была захвачена, эмир бежал в Афганистан. После захвата Бухары Красной Армией коммунистическая партия Бухары и младобухарцы, вошедшие в неё, пришли к власти. Была образована зависимая от РСФСР Бухарская Народная Советская Республика (БНСР).

## Политическая элита
Во время правления эмира Хайдара (1800—1826) большое влияние приобрел сын верховного кушбеги Уткурбия кушбеги Хакимбий из узбекского рода мангыт. В 1800 году он был назначен беком в Карши, а затем стал кушбеги — премьер-министром эмирата и выполнял эти обязанности с 1802 по 1838 года, включая время правления эмира Насруллы (1827—1860).
По данным Виткевича, в 1835 году власть Насруллы была подвержена сильному влиянию Хакима кушбеги, который считался богаче всех бухарцев и самого эмира. Он считался первым министром государственного управления; а таможня была у него на откупе. Он выбирал и считал лично хлеб, опресноки, которые брали для хана на базаре; он запечатывал ежедневно кушанье ханское и воду для питья в особом сосуде, чтобы хана не могли отравить.

## Государственное устройство
Главой государства являлся эмир (араб. امیر‎) из узбекского рода мангыт, обладавший неограниченной властью над своими подданными.
Главным визирем эмира, управляющим государственными делами, был кушбеги, который ведал сбором налогов, руководил администрацией эмира, вёл переписку с местными чиновниками — беками (бек — букв.: повелевающий, — то же, что тюрк. бей, ср. узбек. bek). Кушбеги лично ежедневно докладывал эмиру о состоянии дел в эмирате, все чиновники назначались им, лишь высшее чиновничество назначалось самим эмиром.
Во время правления эмира Шахмурада (1785—1800) большое влияние приобрел верховный кушбеги Уткур-бий из узбекского рода мангыт. Его сын Мухаммад Хаким-бий (1769—1840) был верховным кушбеги Бухарского эмирата в 1812—1837 .
Весь правящий класс Бухарского эмирата делился на правительственных должностных лиц светского звания — амалдаров (перс. عملدار‎) и духовных — улама (араб. ﻋﻠﻤﺎ‎). К последним причисляли ученых — теологов, законоведов, преподавателей медресе и пр. Светские лица получали чины от эмира или хана (тюрк. خان), а духовные возводились в то или иное звание или сан. Светских чинов было пятнадцать, а духовных — четыре.
Бекам, в свою очередь подчинялись диванбеги (тюрк. دیوان بیگی), ясаулбаши (тюрк. یساولباشی), курбаши (тюрк. قورباشی), кази (араб. قاضی‎) и раис (араб. رئیس‎). На должности диванбеги, ясаулбаши до 1860-х годов назначались лица из представителей узбекских племен. На должности казиев и раисов назначались лица из потомков пророка Мухаммада и первых халифов.
Большинство населения составляло податное сословие — фукара (араб. فقرا‎). Правящий класс был представлен земельно-феодальной знатью, группировавшейся вокруг местного правителя. Этот класс при местных правителях назывался саркарда (перс. سرکرده‎) или навкар, а в период бухарского владычества — сипахи или амалдар.
Помимо двух указанных классов (богатые и бедные), существовала многочисленная социальная прослойка, освобождавшаяся от налогов и повинностей: муллы, мударрисы, имамы, мирза и др.
Все население верховьев Пянджа делилось в сословном отношении на две главные категории: правящий класс и податное сословие, называемое раийат (араб. رعیت‎) или фукара. Следующей, более низкой категорией правящего класса было служилое сословие — навкар или чакар, которые выбирались и назначались миром или шахом из людей, обладавших военными и административными способностями.
Бухарский эмир имел неограниченную власть и управлял страной на основании правил шариата (мусульманский духовно-нравственный кодекс) и обычного права. Для ближайшего исполнения воли эмира при нём состояло несколько сановников, действующих каждый в своей отрасли управления.
Бек вносит ежегодно в казну эмира определённую сумму и посылает определённое количество подарков (ковры, лошади, халаты), оставаясь затем полным самостоятельным правителем своего бекства. Низшую ступень в администрации занимали аксакалы (белая борода), исполняющие полицейские обязанности. Беки не получали никакого содержания и обязаны были содержать себя и всю администрацию бекства на сумму, остающуюся от податей населения за вычетом денег, отправляемых эмиру.
Население платило херадж (1/10 часть урожая) натурой, танап с садов и огородов — деньгами и зякет, в размере 2½% стоимости товаров. Кочевники вносили зякет натурой — 1/40 скота (за исключением лошадей и крупного рогатого скота). Годовой бюджет достигал 5—6 млн рублей.

## Административно-территориальное устройство

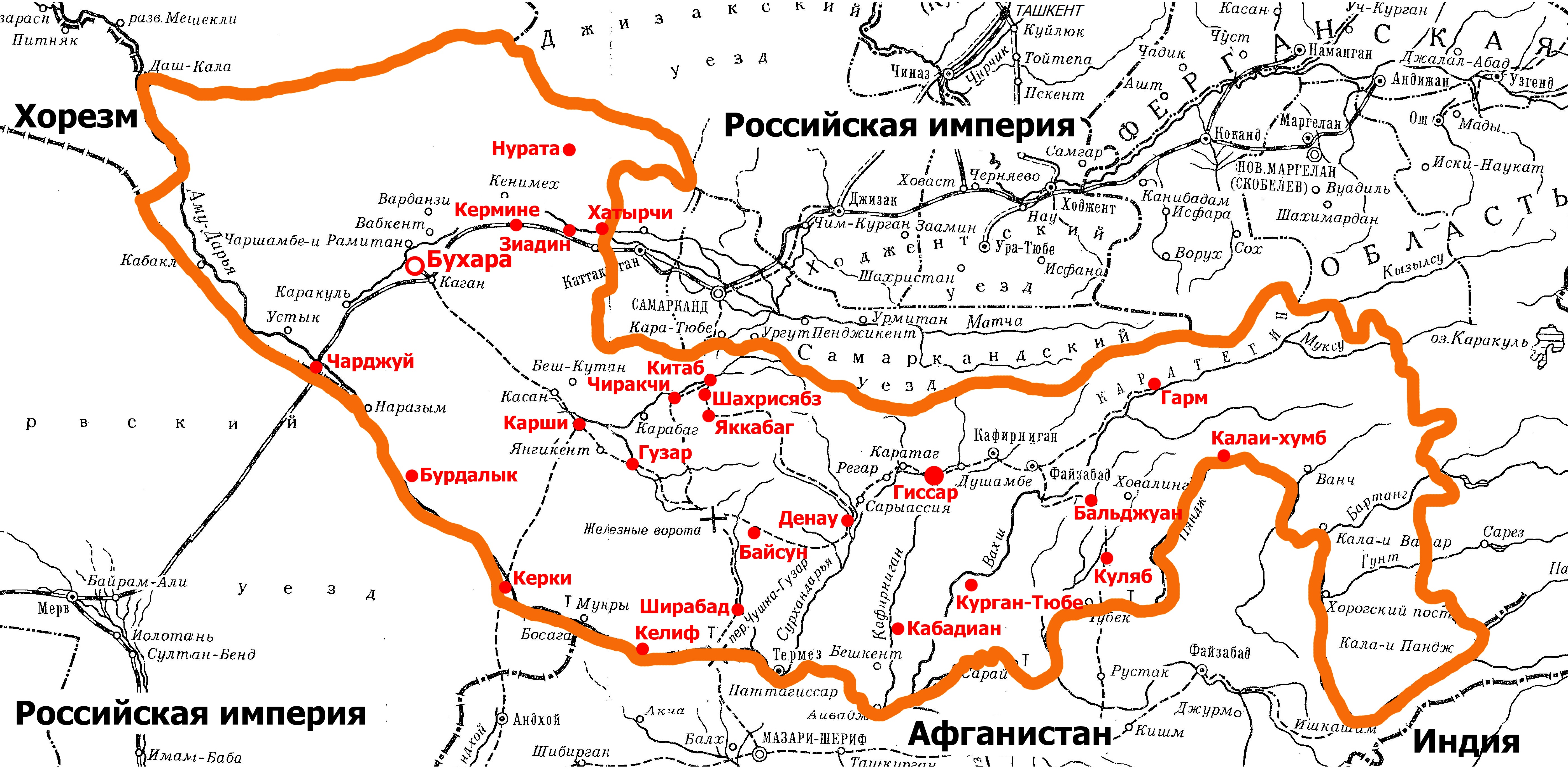
Административные центры бекств Бухарского эмирата по состоянию на начало XX века

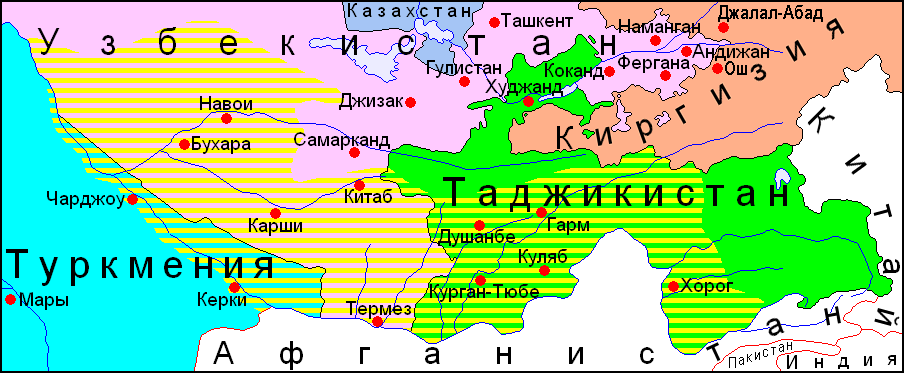
Бухарский эмират в границах современных государств

В административном отношении эмират делился на бекства (тюрк. بیکیﮔرى):
1. Бальджуан,
2. Гиссар (ныне Таджикистан)
3. Гузар (ныне Кашкадарьинская область, Узбекистан)
4. Дарваз (c 1878, ныне Дарвазский район, Таджикистан)
5. Каратегин (ныне Раштский район, Таджикистан)
6. Каттакурган (ныне Самаркандская область, Узбекистан)
7. Куляб (ныне Хатлонская область, Таджикистан)
8. Карши (ныне Кашкадарьинская область, Узбекистан)
9. Керки (ныне Лебапская область, Туркменистан)
10. Чарджуй (ныне Лебапская область, Туркменистан)
11. Нурата (ныне Навоийская область, Узбекистан)
12. Пенджикент (ныне Согдийская область, Таджикистан)
13. Рушан (ныне Горно-Бадахшанская автономная область, Таджикистан)
14. Самарканд (ныне Самаркандская область, Узбекистан) — c 1868 года в составе России как Зеравшанский округ
15. Шахрисябз (c 1870, ныне Кашкадарьинская область, Узбекистан)
16. Ургут (ныне Самаркандская область, Узбекистан)
17. Фальгар (ныне Согдийская область, Таджикистан)

в которых беками сидели или родственники эмира, или лица, пользующиеся его особым доверием. Бекства разделялись на амлякдарства (араб. املاک‎), тумени и т. д.
До последней четверти XIX века в эмирате существовали автономные шахства, такие как Каратегин и Дарваз были независимыми шахствами, управлявшимися местными правителями — шахами (перс. ﺷﺎه‎). На Западном Памире имелось четыре шахства (Шугнан). Каждое шахство делилось на административные единицы, называвшиеся сада (перс. صده‎ — сотня) или панджа (перс. پنجه‎ — пятёрка). Шугнан и Рушан делились на шесть сада каждый. Во главе каждой сада или панджа стоял аксакал (тюрк. آقسقال — старейшина).
Низшим чином сельской администрации являлся арбаб (араб. ارباب‎ — староста), обычно один на каждую деревню.

## Население
По этнографическому составу население Бухарского ханства разделялось на две части, из которых к первой относились народы тюркского поколения, а ко второй — народы иранского поколения.

 население Бухарии было более чем 2 миллиона человек.
Вот так может быть [приблизительно] распределено это население: всего
2 478 000.
Узбеки — 1 500 000
Таджики — 650 000
Туркмены — 200 000
Арабы — 50 000
Персы — 40 000
Калмыки — 20 000
Киргизы и каракалпаки — 6000
Евреи — 4000
Афганцы — 4000
Лезгины — 2000

Цыгане — 2000 — Мейендорф Егор Казимирович «Путешествие из Оренбурга в Бухару»
Между тюркскими народами на первом месте стоят узбеки. Узбеки делятся на роды (мангыт, кунграт, курама и т. п.), живущие в различных местностях ханства, и родовое начало играет в их жизни значительную роль. К тюркским народностям относятся также туркмены, разделяющиеся на несколько родов, из которых наиболее многочисленный, эрсари, живёт по Аму-Дарье.
Кроме вышеперечисленных главных народностей Бухарского ханства, в нём живёт небольшое количество евреев, афганцев, персов, арабов, цыган, армян и другие. Арабы кочуют около Варданзи и занимаются скотоводством. Евреи живут в городах и занимаются ремёслами и торговлей, а индусы — торговлей и ростовщичеством.
По образу жизни население Бухарского ханства разделяется на оседлое, полукочевое и кочевое. К оседлым жителям относится около 65 % всего населения, которые и живут преимущественно в равнинной части ханства; сюда относятся значительная часть узбеков, городские таджики, евреи, персы, афганцы, индусы и т. д. Полукочевое население составляет около 15 %; к нему относятся отчасти узбеки, отчасти туркмены. Остальные 20 % составляют кочевники, живущие в степях западной Бухары, в Дарвазе и на скатах Гиссарского хребта, а именно некоторые роды узбеков, туркмен и киргизы.
В. В. Бартольд в своих записках сообщает, что:

Среди новейших узбецких ханств в Бухарском настолько преобладал таджицкий элемент, что хивинский историк даже бухарское войско называет таджицким. Таджицский язык был не только государственным языком не только Бухарского ханства, но также (после 1920 г.) Бухарской Народной республики.— В. В. Бартольд «О национальном размежевании в Средней Азии»
Важнейшими населёнными центрами эмирата были города Бухара, Самарканд (до 1868 года), Карши, Шахрисябз, Китаб, Чиракчи, Гузар, Каракуль, Зиатдин, Хатырчи, Гиссар, Шир-Абад, Куляб, Гарм, Керки и Кермине.

## Язык
По мнению В.Бартольда, в Бухарском эмирате таджикский язык был государственным языком и продолжал им быть в Бухарской республике. Он был распространен в государственном делопроизводстве и культуре. Городское население знало узбекский и таджикский языки. Узбекский язык был распространён в сельской местности, поэтому, когда съезжались жители села на городской базар, то слышна была только узбекская речь.
Как отмечают авторы XIX века, язык тюрок Яркенда был вполне понятен для узбеков Бухары.
В Бухаре и Самарканде была популярна книга узбекского поэта Сайкали, жившего во второй половины XVIII — начала XIX века, она была многократно переписана в Бухаре.
В начале XIX века в Бухаре жил историк Алла Мурад Анна-бой-оглы родом из узбеков-кунгратов. В 1815—1816 годах он написал свой труд на узбекском языке «История Огуза, Аланкоа и Шейбани» В конце XIX в. Олафсен отмечал, что узбекский язык он же чагатайский, главный язык в Бухаре.
Договор от 18 декабря 1873 года заключенный между Туркестанским генерал-губернатором, генерал-адъютантом фон Кауфманом и эмиром Бухарским Саид Музаффаром был написан на двух языках: на русском и тюркском.

## Экономика
Главными занятиями жителей Бухарского ханства являлись земледелие и скотоводство, причём оседлое население в равнинной части ханства местами исключительно занималось земледелием, кочевое же и полукочевое всегда обрабатывало некоторое количество земли вблизи своих зимних становищ. 
Одним из важнейших земледельческих продуктов является хлопок, производство которого достигает 1,5 млн. пудов; из них более половины вывозилось в пределы России. Значительные избытки земледельческих продуктов, а главным образом хлеба, получаются в долине Шаар-Сабиза, Сурхана и в Гиссарском бекстве, откуда он вывозится в город Бухару, в Керки и в Чарджуй. В общем, хлеба не хватает для продовольствия населения и недостаток пополняется ввозом его из Самаркандской области, а отчасти из Афганского Туркестана. Главными хлебными рынками являются города Бухара и Карши, второстепенными же — города Гузар, Юрчи, Денау и Ширабад. Продукты огородничества и свежие фрукты потребляются исключительно на местах производства, некоторое же количество изюма и сушеных абрикосов вывозится в Европейскую Россию и в юго-западные части Сибири.
Скотоводство развито весьма значительно в Бухарском ханстве, но не во всех местностях одинаково. В равнинной части ханства, в оазисах, где группируется оседлое население, количество скота незначительно; лишь туркмены, узбеки и киргизы, кочующие в степях западной Бухары, разводят много верблюдов и овец (каракульские овцы). Более развито скотоводство в восточной горной части Бухарского ханства, а именно в долинах Гиссарского и Алайского хребтов, в Дарвазе и т. п.; хорошие горные пастбища дают возможность населённо этих местностей держать большие стада овец, рогатого скота, коз и лошадей и снабжать остальную часть ханства вьючным, рабочим и убойным скотом, а также и лошадьми. Главными рынками для сбыта скота, лошадей и верблюдов являются города Гузар и Карши, куда стекаются купцы из равнинной части Б. и даже из русских пределов. В верхних долинах Сурхана, Вахша, Кафирнигана, в Гиссаре и на западных склонах Гиссарского хребта разводят, главным образом, рогатый скот и лошадей; в нижнем течении указанных рек, где корм хуже, разводят коз и овец, и наконец, по берегам Аму-Дарьи, в степях с тощими и жёсткими травами, разводятся преимущественно овцы и верблюды (предпочтительно одногорбые). Породистые (аргамаки, карабаиры и т. п.) и красивые лошади, которыми в прежнее время славилась Бухара, встречаются крайне редко и теряются в массе посредственных и ничем не выдающихся животных. Рогатый скот разводится для полевых работ и для молочных продуктов; мяса его жители Бухары почти не едят, предпочитая жирную и вкусную баранину, доставляемую курдючными овцами.
Промышленность в Бухарском ханстве имело сельский, кустарный характер; фабрик и заводов не существовало. На первом месте по значению стоит хлопчатобумажная промышленность. Значительное количество местного хлопка перерабатывается на различные бумажные материи (бязь, алача, дака, каляма, чит и т. п.), в которые и одевается, за исключением самых богатых, почти все население Б. Из шелка получаются шелковые и полушелковые ткани (шаи, атлас, бикасаб, адряс, бенаряс и т. п.), из коих последние имеют значительное распространение. Шерсть потребляется главным образом кочевниками на войлоки (кошма), грубые сукна, ковры, мешки и т. п. Из других видов промышленности можно упомянуть производство обуви, кож, седел, сбруи, металлической и гончарной посуды, чугунных и слесарных изделий, различного рода растительных масел и, наконец, красильное дело.
Внутренняя торговля Бухарского ханства весьма оживлена, но обороты её в общем незначительны; внешние же торговые сношения, вследствие удобного географического положения, весьма значительны и сосредоточиваются, главным образом, в Бухаре и Карши. С Европейской Россией торговля Бухары ведётся частью старым караванным путём, через Казалинск и Оренбург, главным же образом по Закаспийской железной дороге через Узун-Ада и Астрахань. В Россию вывозится товаров (хлопок, шёлк, мерлушка, ковры и т. п.) на 12 млн руб., а привозится из России (мануфактурные товары, сахар, посуда и т. п.) на 10 млн рублей. Сношения с Индией производятся через Келиф и Кабул, а также через Герат и Мешед; с Персией — через Мешед. Из Индии привозится товаров на 5,5 млн. рублей (английские ситцы и кисея, чай, шали, индиго, опиум и т. п.), а вывозится в ту сторону всего на 0,5 млн. руб. (шёлк, мерлушка и русские медные, железные и деревянные изделия) и то главным образом в Афганистан. Привоз из Персии равняется около 0,5 млн. руб., а вывоз в Персию около 2 млн руб. Общий оборот внешней торговли ханства достигает 32 млн руб., причём привоз превышает вывоз на 1,5 млн. рублей. С товаров, ввозимых в Бухару, правительство взыскивает зякет в размере 2,5% их стоимости; с вывозимых же из пределов ханства товаров — в размере 5 %, если экспортер находится в подданстве Бухары или какого-нибудь другого государства, кроме России, и 2,5%, если экспортер — русский подданный. Денежной единицей служила серебряная теньга, номинальная стоимость которой равна 20 коп.; 20 тенег составляет тиллю, золотую монету, которая в обращении встречалась довольно редко.

## Транспорт
Почти все ключевые пути в ханстве начинаются от города Бухары и служат для сообщения как с различными центрами в ханстве, так и с соседними странами. Важнейшие из них:
1. Из Бухары в Карши, Гузар, Денау, Гиссар до Бальджуана — 612 вёрст;
2. через Карши и Ходжа-Салех в Балх — 390 вёрст;
3. через Керки и Андхой в Меймене — 530 вёрст;
4. из Карши через Джам в Самарканд — 143 версты.

Важную транспортную роль в ханстве играло сообщение по Аму-Дарье, производимое на пароходах Амударьинской флотилии. В 1888 году на территории ханства был построен Самаркандский участок Закаспийской железной дороги, соединяющей Ташкент с побережьем Каспийского моря. Вдоль железной дороги на территории ханства были построены станции Новая Бухара и Чарджуй.

## Бухарское войско
Бухарское войско состояло из всадников преимущественно узбеков, туркмен, арабов, позже в результате военной реформы 1837 года появились пехотинцы-сарбазы. Вооружённые силы Бухарского эмирата состояли из постоянного войска (лашкары) и ополчения (наукары), призываемого по мере надобности. В случае объявления священной войны (газават) на службу призываются все мусульмане, способные носить оружие.
Пехота состоит из 2 рот гвардии эмира и 13 линейных батальонов (сарбазы) пятиротного состава, всего 14 тыс. человек. Вооружение пехоты состоит из отчасти гладких, отчасти нарезных курковых ружей со штык-ножами. Кроме того, имеется много старых фитильных и кремнёвых ружей. Конница состоит из 20 полков (10 тыс.) галабатырей, которые составляют собственно конницу, и из 8 полков (4 тыс.) хасабардаров, нечто вроде конных стрелков, вооружённых фальконетами по одному на двоих; всего 14 тыс. человек. Артиллерия состоит из 20-ти орудий. В городе Бухаре имеется пушечно-литейный и пороховой заводы. Содержание военнослужащим выдается частью деньгами, частью же натурой в виде известного количества батманов пшеницы. 10 тыс. человек при 14 орудиях находится в столице, 2 тыс. человек при 6-ти орудиях — в Шааре и Китабе и 3 тыс. человек составляют гарнизоны укреплённых городов: Зиаэтдина, Кармана, Гузара, Шерабада и т. п.

## Список правителей
- Шахмурад — амир Мавераннахра 1785—1800
- Хайдар — сын предыдущего, амир Мавераннахра 1800—1826
- Мир Хусейн — сын предыдущего, амир Мавераннахра октябрь-декабрь 1826
- Мир Умар — брат предыдущего, амир Мавераннахра декабрь 1826 — апрель 1827
- Насрулла — брат предыдущего, амир Мавераннахра апрель 1827—1860
- Музаффар — сын предыдущего, амир Мавераннахра 1860—1885, в 1868 году императором Всероссийским дарован общий титул по происхождению высочество
- Сеид-Абдул-Ахад-Хан — сын предыдущего, амир Мавераннахра 1885—1910
- Сейид Алим-хан — сын предыдущего, амир Мавераннахра 1910—1920